# Международно-правовой статус Финляндской Демократической Республики

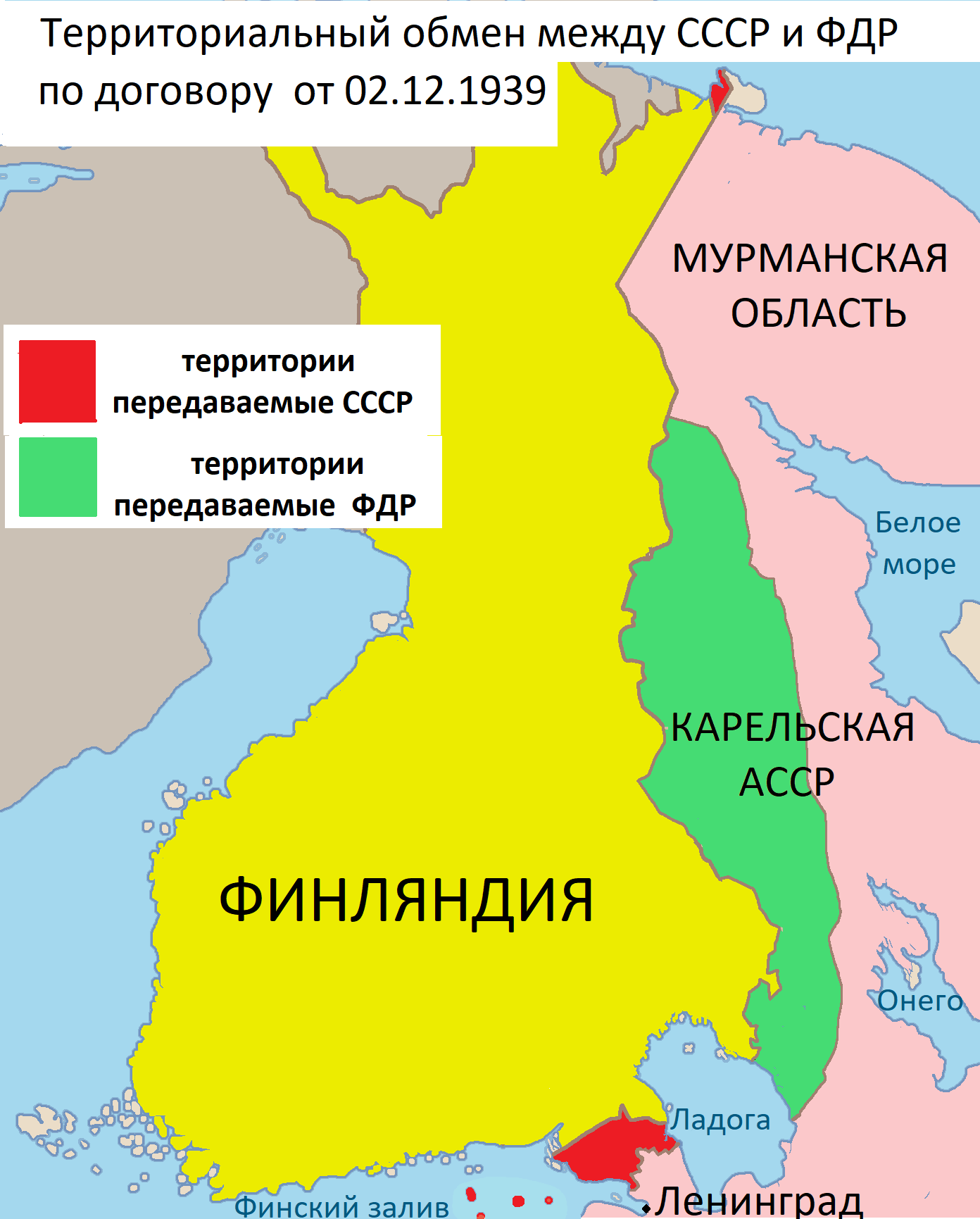
На карте зелёным цветом обозначена Финляндская Демократическая Республика

В статье рассматривается международно-правовой статус подконтрольной СССР Финляндской Демократической Республики. На международном уровне она была официально признана только тремя странами: СССР и двумя непризнанными на международном уровне государствами — Монгольской Народной Республикой и Тувинской Народной Республикой.

## История

### СССР
Так называемое «Народное правительство Финляндской Демократической Республики» было сформировано 1 декабря 1939 года в захваченном пограничном финском посёлке Терийоки (ныне Зеленогорск), поэтому применительно к нему используется также термин «Териокское правительство». После образования финского марионеточного «правительства» в СССР были предприняты определённые дипломатические шаги для придания ему международного признания.
Правительство Отто Куусинена отразилось в истории международных отношений лишь тремя политическими актами: заявлением о создании этого правительства, договором о взаимопомощи и дружбе с СССР и заявлением о самороспуске. Заявление о создании Народного правительства Финляндской Демократической Республики и об установлении им отношений с СССР было опубликовано в газете «Правда» 2 декабря 1939 года, текст Договора о взаимопомощи и дружбе между СССР и ФДР — в газете «Известия» 3 декабря 1939 года (позднее оба текста неоднократно перепечатывались). Краткая информация о самороспуске правительства Куусинена была опубликована вместе с сообщением о подписании мирного договора с Финляндией в газете «Известия» 14 марта 1940 года и более не публиковалась. 5 декабря в советской печати было опубликовано сообщение о том, что 1 декабря в Верховный Совет СССР поступило обращение «народного правительства» с предложением установить дипломатические отношения с Советским Союзом. Президиум Верховного Совета СССР постановил «признать Народное Правительство Финляндии и установить дипломатические отношения».
4 декабря послу Швеции в СССР Вильгельму Винтеру уже официально сообщили, что Советский Союз «признаёт только Правительство Финляндской Демократической Республики». Более того, советское руководство даже пыталось наглядно показать, что СССР вовсе не воюет с Финляндией, а лишь «оказывает помощь восставшему народу Финляндии». Руководство советского государства всеми своими действиями явно демонстрировало стремление решать важнейшие дипломатические вопросы только непосредственно с «правительством» Куусинена. В частности, 7 декабря в Терийоки было официально объявлено, что ВМФ СССР установил блокаду финского побережья. Эти действия также показали, что Москва явно рассчитывала на какую-то международную поддержку «народного правительства». В этом случае для советского руководства могло быть важно официальное признание со стороны других стран. Как отметил финский исследователь и профессор К. Рентола: «если бы Советский Союз начал наступление без марионеточного правительства, ссылаясь лишь на вопросы безопасности Ленинграда… положение было бы иным и на международной арене, и в самой Финляндии». Советскому руководству через наркомат иностранных дел, а также по агентурным каналам НКВД сообщалось, что «правительство» Куусинена, как и его внешнеполитические действия, нигде толком не воспринимаются.
СССР ссылался на договор с правительством ФДР в своих контактах с генеральным секретарём Лиги Наций Жозефом Луи Анн Авенолем, который на основании сообщения правительства Финляндии направил в Москву запрос о причинах войны СССР против Финляндии. Однако аргументы советской стороны не были приняты, и 14 декабря 1939 года СССР был исключён из Лиги Наций как агрессор. В этот же день правительство Франции обратилось к правительству Великобритании с предложением оказать помощь Финляндии в борьбе против советской агрессии (СССР рассматривался в этом контексте как союзник нацистской Германии, ведущей войну против Франции и Великобритании). В этой ситуации для СССР представлялось необходимым, чтобы правительство ФДР получило дипломатическое признание со стороны нейтральных и союзных стран (особенно нацистской Германии). Руководству коммунистических партий Швеции, Бельгии и Нидерландов были направлены шифрованные директивы с призывом организовать широкую кампанию солидарности с ФДР с тем, чтобы оказать нажим на правительства этих стран и добиться дипломатического признания ФДР с их стороны.

### Нацистская Германия
Наиболее активно правительство СССР пыталось добиться признания ФДР со стороны нацистской Германии. Уже в первый день Советско-финляндской войны нарком иностранных дел Вячеслав Молотов решил «проинформировать» посла Германии в СССР Вернера фон дер Шуленбурга, что «не исключено, что в Финляндии будет создано другое правительство — дружественное Советскому Союзу, а также Германии». В этом заявлении выражалась надежда на то, что нацистская Германия поддержит планируемую в Москве акцию. Причём заявление получило затем своё дальнейшее развитие, когда Молотов указал германскому послу 4 декабря, что именно военные действия СССР в Финляндии осуществляются только в виде поддержки «народного правительства Финляндии». Однако прямого обращения к Германии с предложением признать провозглашённое в Терийоки «правительство» не последовало. При этом Москва лишь обозначила перспективу возможных дальнейших переговоров на эту тему.
5 декабря 1939 года статс-секретарь министерства иностранных дел Германии Эрнст фон Вайцзекер подготовил для своего правительства меморандум о ситуации в Финляндии и о правительстве Куусинена. В этом документе германский МИД выразил сомнения в целесообразности признания правительства ФДР. В последующие месяцы германские послы и посланники в странах региона (прежде всего в Швеции, Норвегии и Эстонии) сообщали, что правительство Куусинена не пользуется никакой поддержкой на территории Финляндии, и признание его не представляется целесообразным.
Первоначально правительство Германии по возможности уклонялось от вопросов о признании правительства ФДР, но к 12 января 1940 года решение о невозможности его признания Германией было окончательно принято. Аналогичную позицию заняло и Королевство Италия.
По словам финского историка и профессора М. Якобсона, в Берлине считали, что «они уже заплатили Сталину гораздо дороже за то, чтобы им не воевать на два фронта». Как свидетельствует польский историк С. Дембски, 12 декабря в министерство иностранных дел Германии поступил запрос от скандинавского куратора в нацистском руководстве Германа Геринга. В нём интересовались следующим: «Собирается ли германский МИД признавать „финское народное правительство“?». МИД Германии ответил, что никаких инициатив по признанию «кабмина» Куусинена выдвигаться не будет. Герингу было сообщено, что «о существовании этого правительства мы формально ничего не знаем». Как указывалось в немецком МИДе, «русские не требовали от нас нотификации по этому правительству».

### Прибалтика
Советское руководство в начале войны, очевидно, рассчитывало на дипломатическую поддержку в этом вопросе Эстонии, Латвии и Литвы, помимо Германии. Некоторые исследователи утверждают, что советские дипломаты начали тайные попытки побудить прибалтов к этому. Однако прямых доказательств этих действий СССР не обнаружено. Единственным более заметным действием в этом направлении было неофициальное заявление И. В. Сталина по случаю официального визита в Москву главнокомандующего эстонской армией Йохана Лайдонера, который 11—12 декабря провёл ряд официальных и неофициальных переговоров в столице СССР и встречался лично со Сталиным. С эстонским генералом велись «прозрачные» переговоры о «финском народном правительстве». Отмечается, что на Лайдонера большое впечатление произвело неофициальное заявление И. В. Сталина, сделанное им на торжественном обеде. Так, на одном из тостов советский лидер неожиданно предложил эстонскому генералу выпить «за независимость» и «народное правительство Финляндии», что потрясло Лайдонера, который, вероятно, почувствовал некоторую опасность для своей страны. Как сообщило в Ригу представительство Латвии в Москве 17 декабря 1939 года: «День ото дня чаще слышны утверждения, что Сталин совершил грубую и непоправимую ошибку, признав правительство Куусинена». В результате Прибалтика явно дистанцировалась от идеи дипломатической поддержки «кабинета министров» Отто Куусинена.
В Москве в целом не скрывали своего разочарования позицией Прибалтики. Особенно критически рассматривалась позиция Латвии и Литвы. В беседе с литовским посланником в Москве В. М. Молотов определил её тогда как «отвратительную». Как сообщил полномочный представитель СССР в Латвии И. С. Зотов, «появление Финляндского народного правительства породило испуг в правительственной верхушке».
Единственной наиболее лояльной к политике СССР позицией считалась позиция Эстонии. Но у генерала Лайдонера, неофициально поддерживавшего И. В. Сталина, были и достаточно обоснованные выводы относительно существования финского «народного правительства». 1 января 1940 года в Таллине он открыто заявил, что «мы, в известной мере, находимся под угрозой, и мы могли бы попасть первыми под удар, правда, не Германии, а нашего восточного соседа».

### МНР и ТНР
Заявления о дипломатическом признании нового финского правительства официально сделали два государства — Монгольская Народная Республика и Тувинская Народная Республика, однако для СССР этот акт означал лишь ещё одно заявление о полной лояльности этих двух центральноазиатских государств и с точки зрения укрепления международных позиций СССР не представлял интереса.

### Итог
В результате идея признания «финского народного правительства» была обречена на провал. По итогу советский проект создания Финляндской Демократической Республики, полностью зависимой от СССР, оказался неудачным не только применительно к Финляндии, но и в международном плане. Создание правительства Куусинена и подписание советско-финского договора о взаимопомощи не повлияли на исключение СССР из Лиги Наций, а добиться признания правительства ФДР со стороны союзных и нейтральных стран советской дипломатии не удалось.